# Mauzoleum Żołnierzy Niemieckich we Włocławku
Mauzoleum Żołnierzy Niemieckich we Włocławku – znajdujące się obecnie na cmentarzu komunalnym we Włocławku, częściowo zniszczone mauzoleum poświęcone żołnierzom niemieckim poległym w czasie I wojny światowej.

## Tło historyczne
21 września 1914 do Włocławka wkroczyły wojska niemieckie, jednak 7 listopada został on odbity przez Rosjan. W dniach 11-13 listopada doszło do bitwy pod Włocławkiem, w wyniku której 12 listopada Włocławek został ostatecznie opanowany przez wojska niemieckie i pozostał w ich rękach aż do końca I wojny światowej.

## Budowa mauzoleum
Pierwszy pomnik upamiętniający żołnierzy niemieckich poległych w czasie walk o Włocławek wzniesiono na terenie nieistniejącego dziś już cmentarza wojennego na Zazamczu. Miał on kształt kamiennego obelisku. W 1915 na terenie cmentarza ewangelickiego (obecnie część cmentarza komunalnego) wzniesiono mauzoleum, którego uroczyste odsłonięcie miało miejsce na początku 1915.

## Wygląd
Podstawę mauzoleum stanowią trzy kamienne płyty, stopniowo coraz mniejsze. Czwarta, najmniejsza, ale i najwyższa, to postument, na którego ścianach znajdowały się cztery tablice. Pierwsza z nich, znajdująca się na południowej ścianie postumentu, zawierała napis „Unsern Helden 1914-1915” („Naszym Bohaterom 1914-1915”) oraz znajdujący się nad nim stylizowany krzyż. Trzy pozostałe zawierały imiona i nazwiska żołnierzy niemieckich poległych w walkach o Włocławek. Na postumencie znajdowała się wykonana z piaskowca figura woja trzymającego tarczę i miecz, zwróconego twarzą w kierunku południowym. Figura otoczona była czterema kolumnami, które wspierały strop mauzoleum. Wewnętrzna część stropu pomalowana była na niebiesko z gwiazdami, zaś po południowej stronie znajdował się napis „Gott mit Uns” („Bóg z Nami”). Na stropie znajdowały się trzy zmniejszające się stopnie, na szczycie których umieszczony był metalowy orzeł z rozpostartymi skrzydłami. Mauzoleum otoczone było metalowym ogrodzeniem.

## Historia
W latach 1915–1918 odbywały się tu uroczystości ku czci poległych żołnierzy. W latach 1918–1939 mauzoleum opiekowali się miejscowi ewangelicy pochodzenia niemieckiego. W czasie II wojny światowej przeszło ono pod opiekę władz okupacyjnych. 11 lutego 1945 po pogrzebie żołnierzy Armii Czerwonej poległych we Włocławku doszło do dewastacji ewangelickiej części cmentarza komunalnego we Włocławku. Jej ofiarą padło także mauzoleum. Zniszczeniu uległa figura woja, tablice oraz metalowy orzeł. W takim stanie mauzoleum znajduje się do dziś.

## Galeria

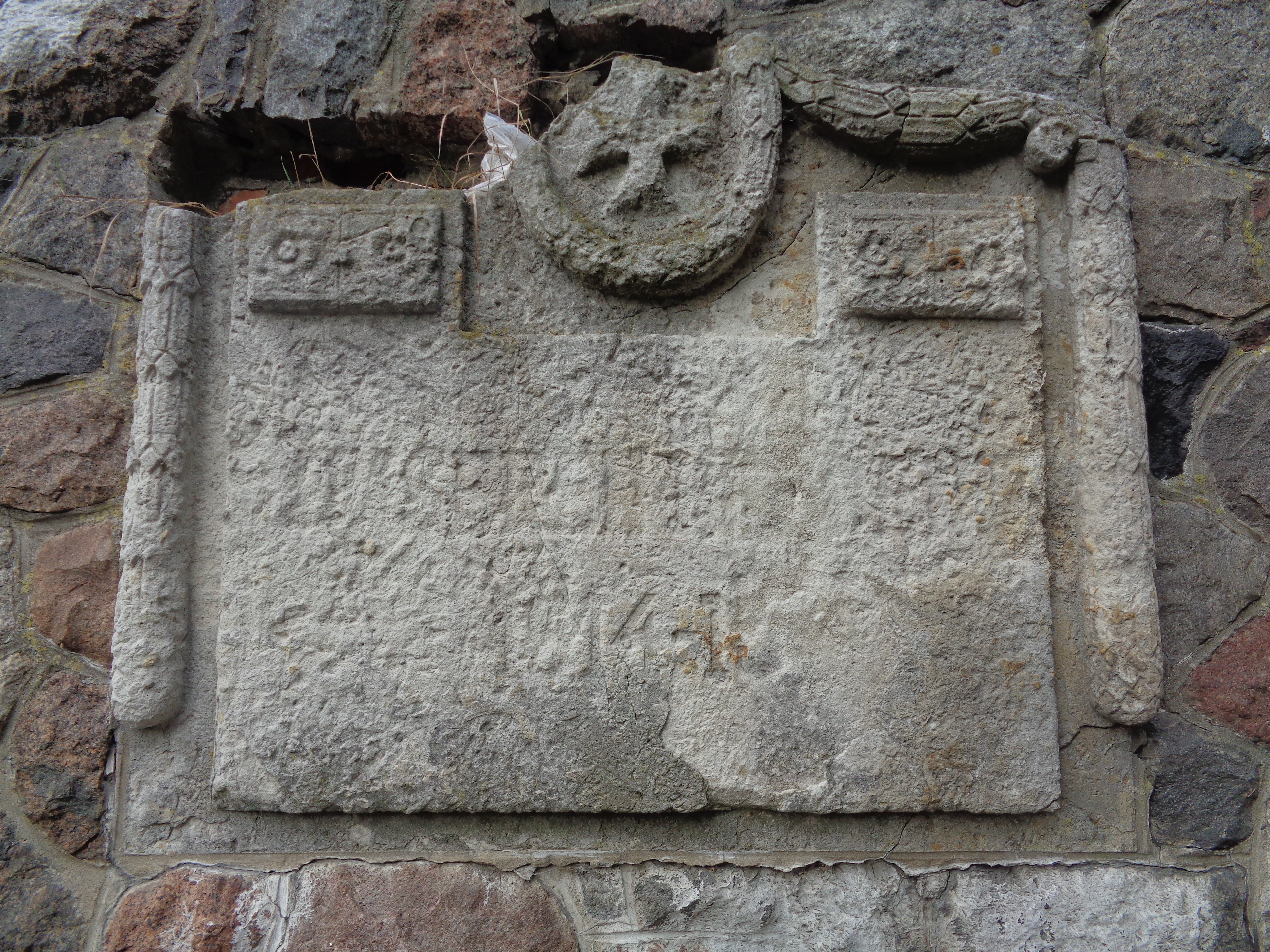
Tablica "Unsere Helden"
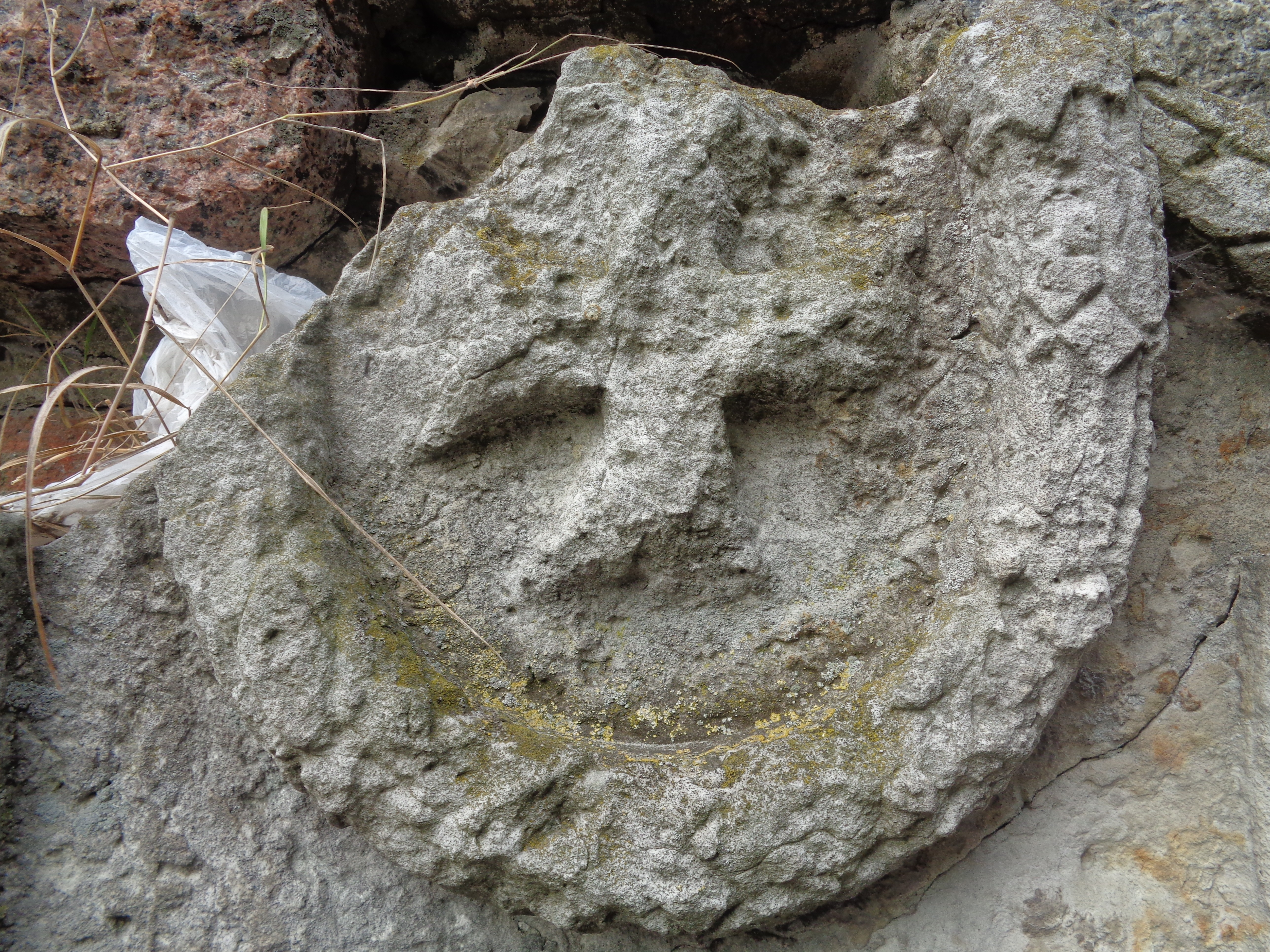
Krzyż Żelazny na tablicy "Unsere Helden"
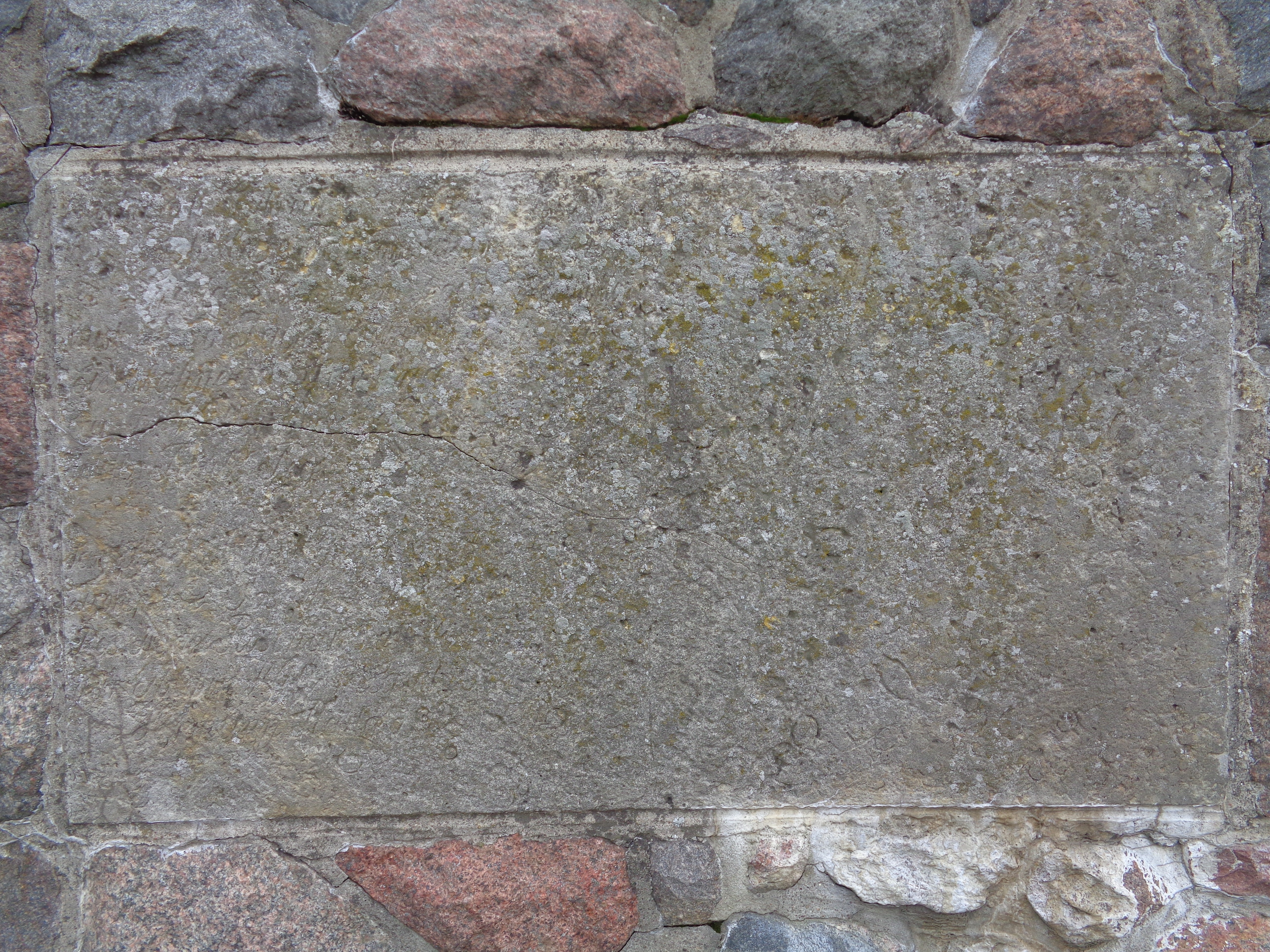
Jedna z tablic, niemal całkiem nieczytelna
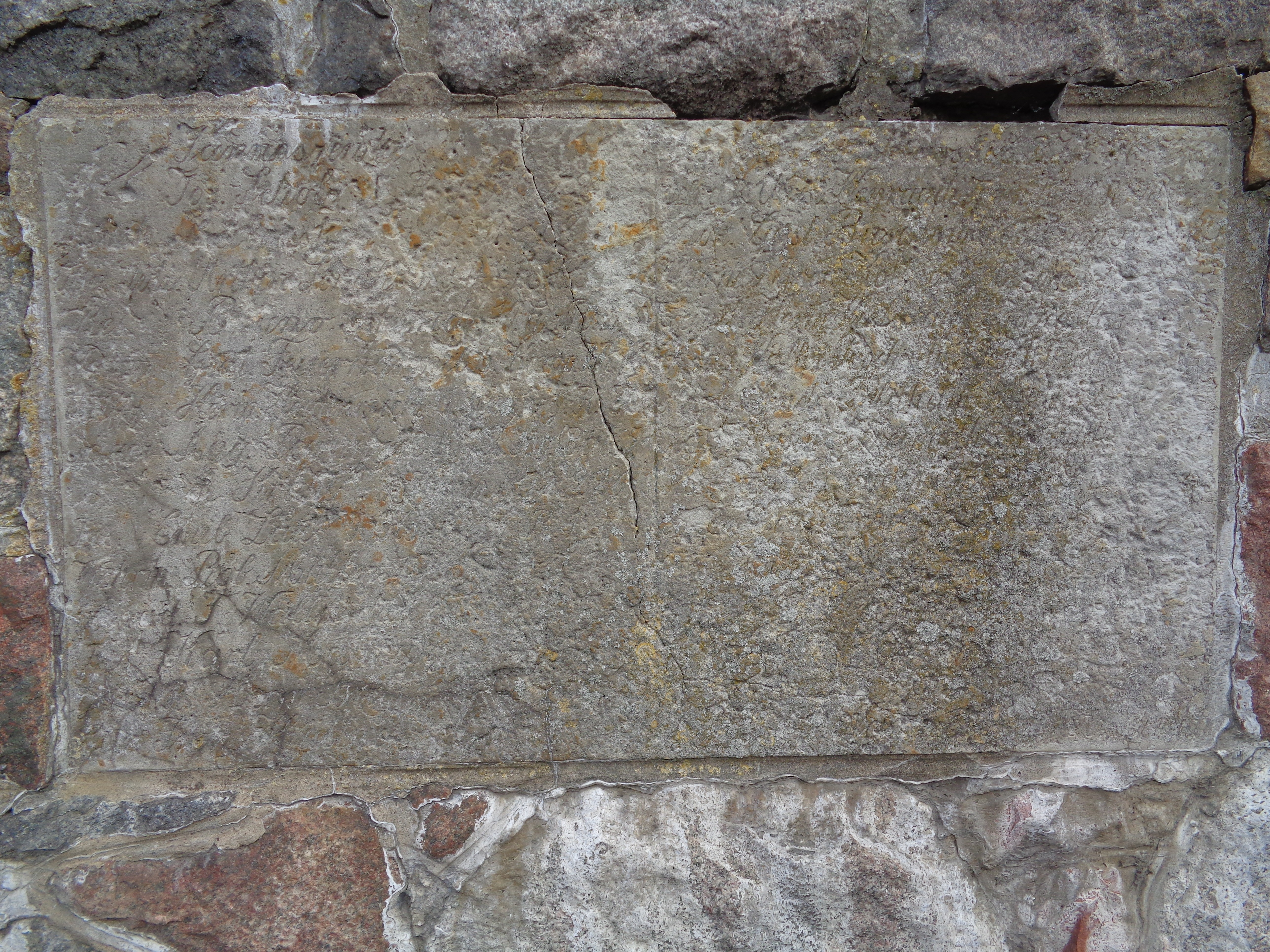
Jedna z tablic, zawiera nazwiska poległych i ich przydział wojskowy
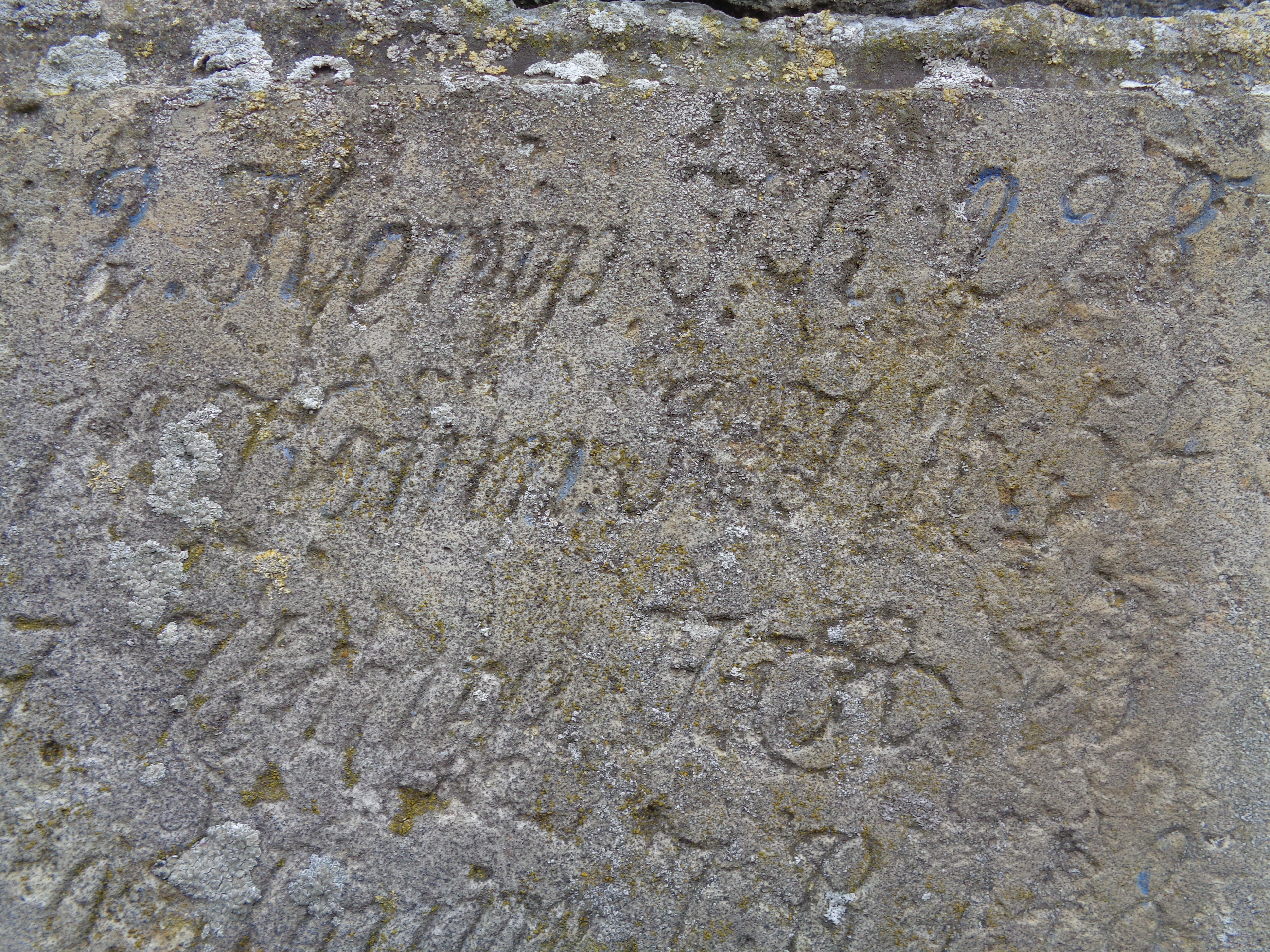
Detal jednej z tablic, przydział wojskowy żołnierzy
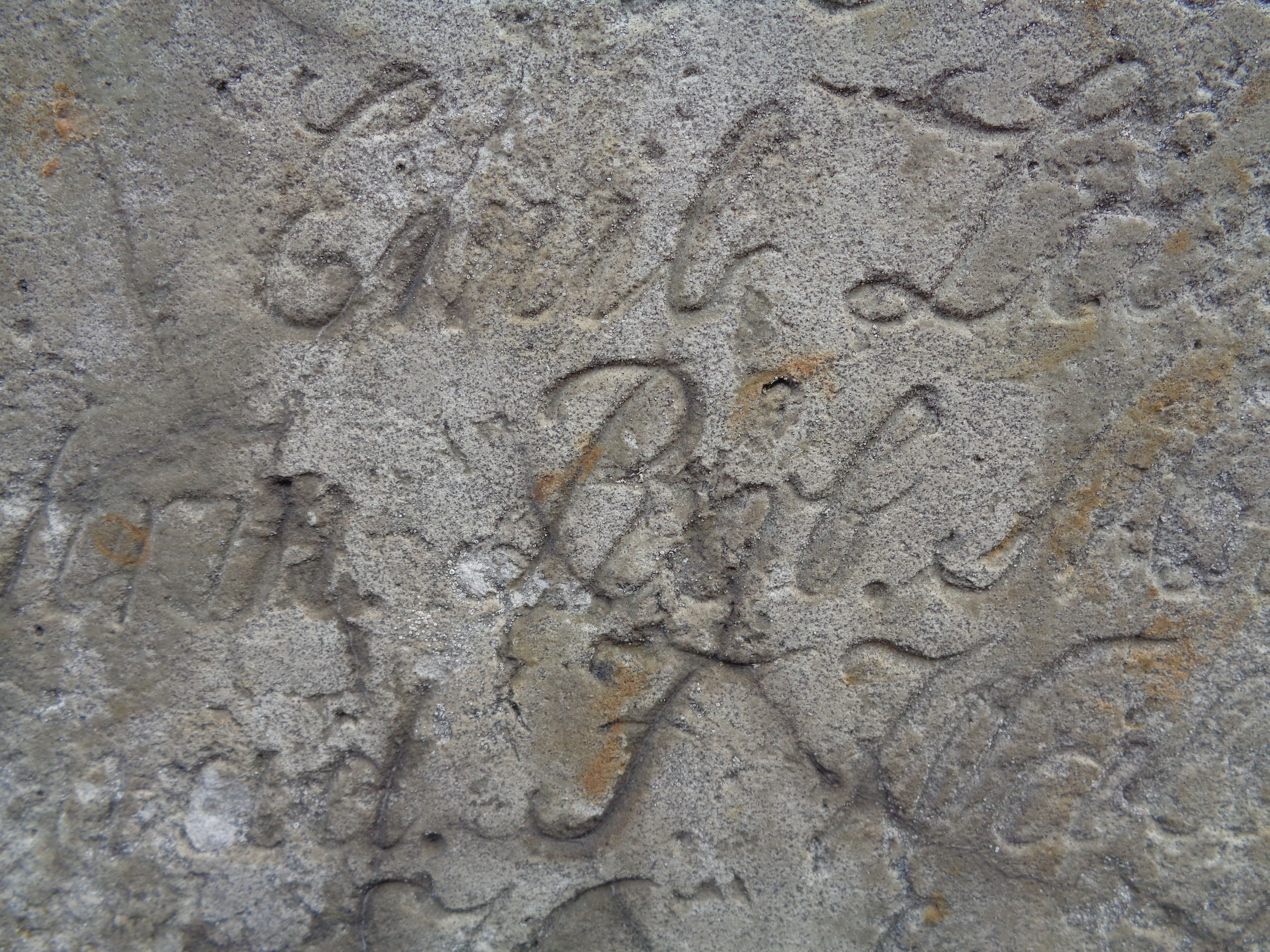
Zacierające się nazwiska żołnierzy
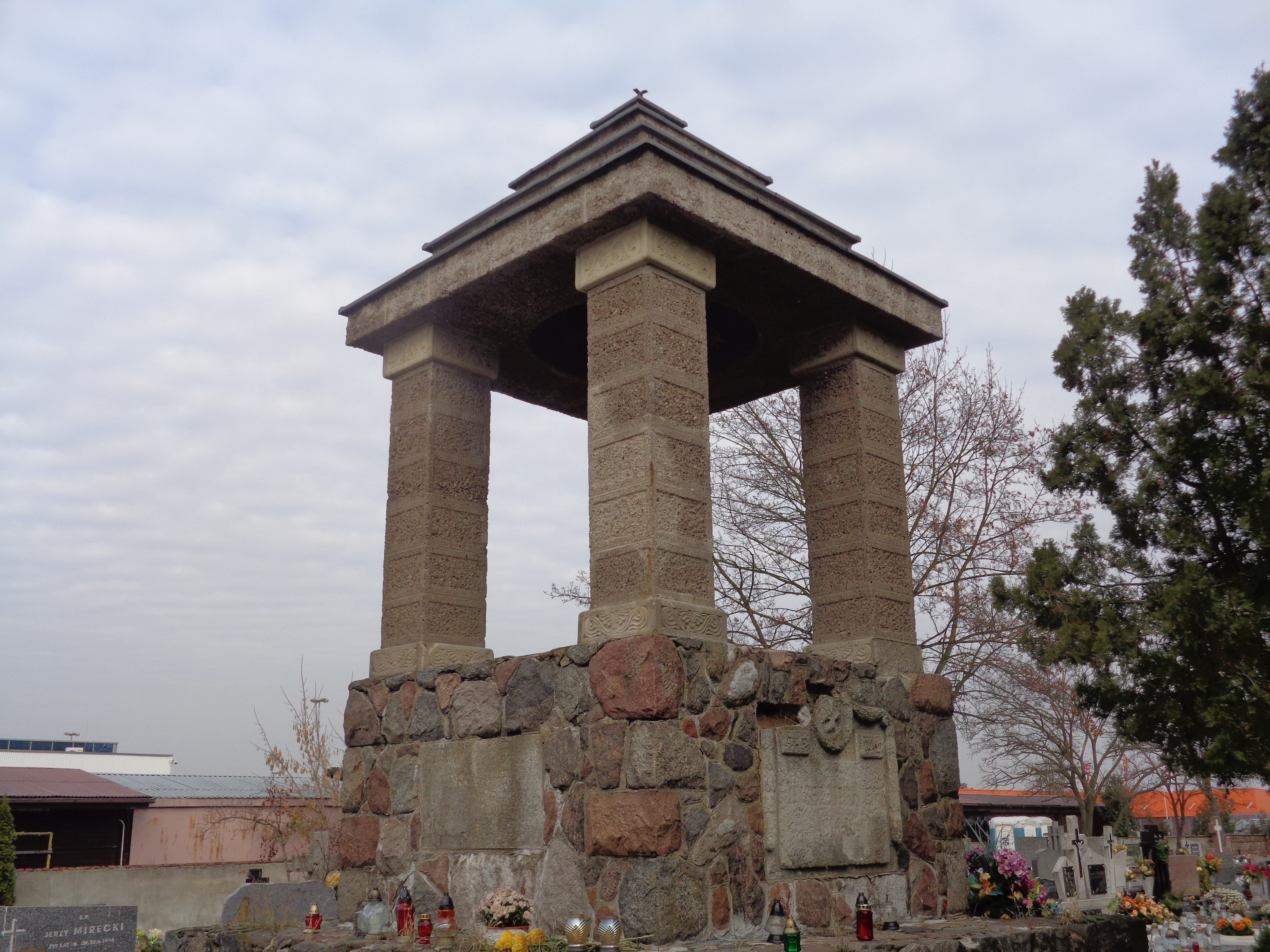
Mauzoleum Żołnierzy Niemieckich
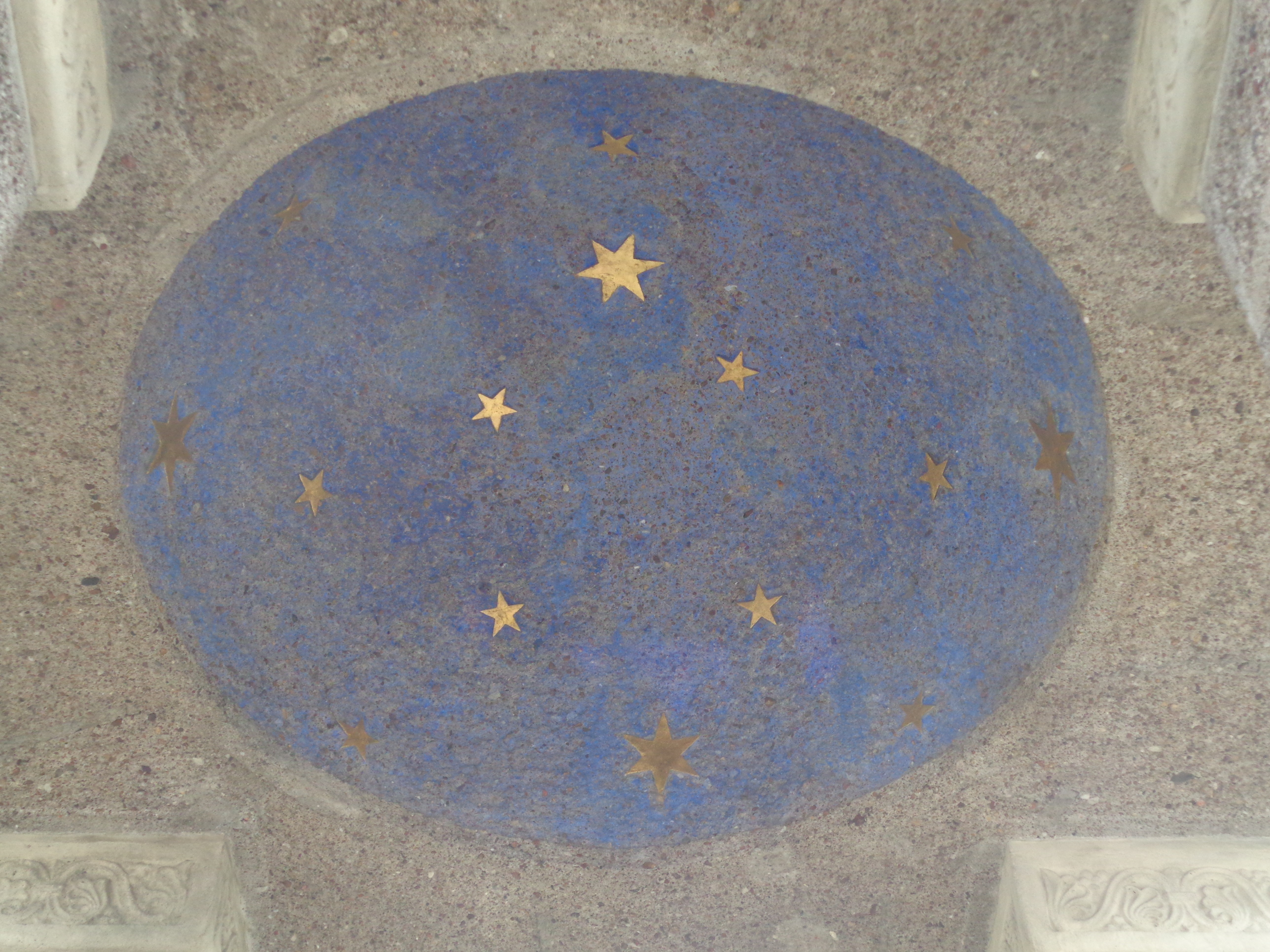
Sufit mauzuoleum z typowym dla Luteran sklepieniem
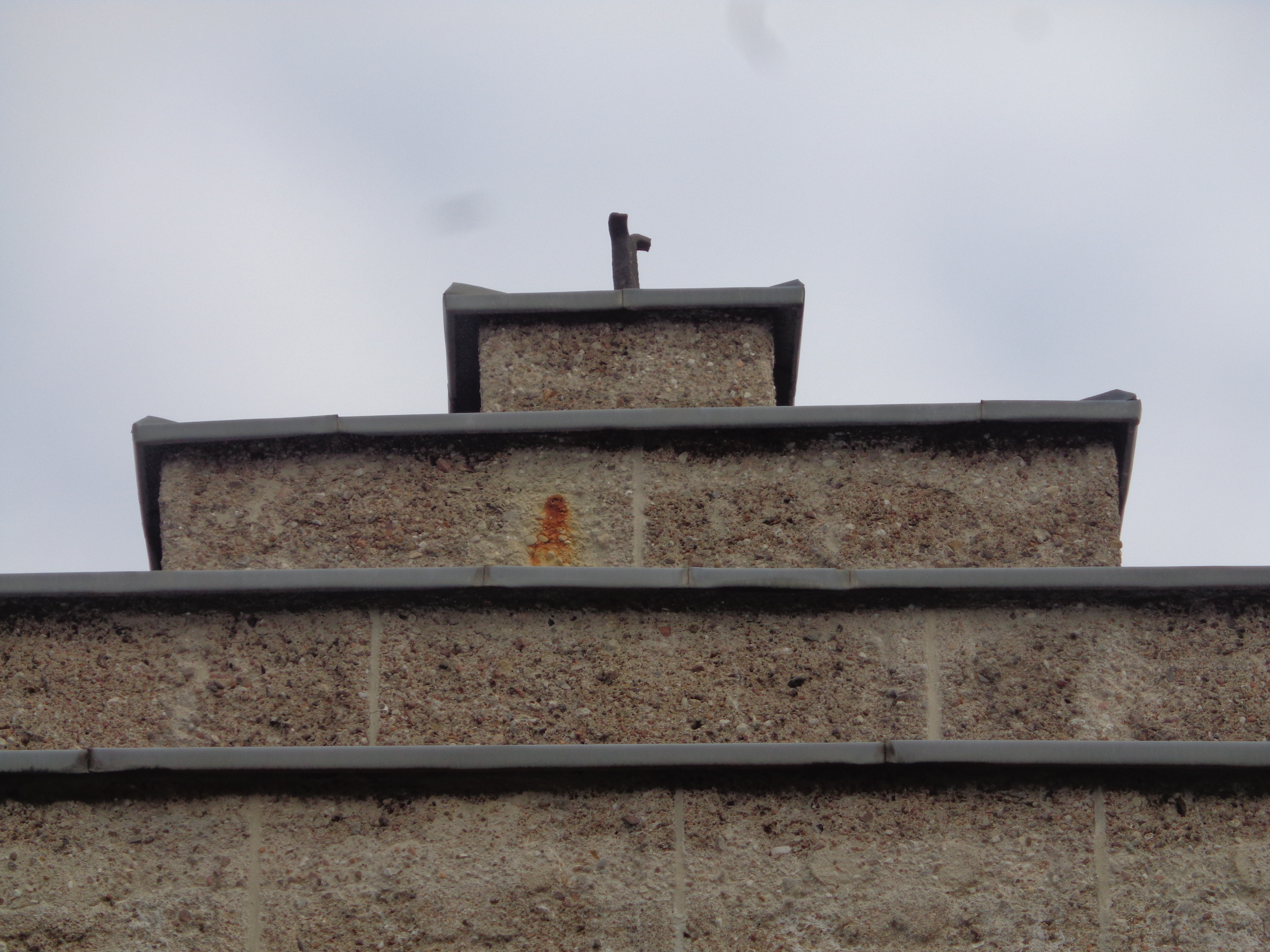
Miejsce, w którym pierwotnie była rzeźba orła
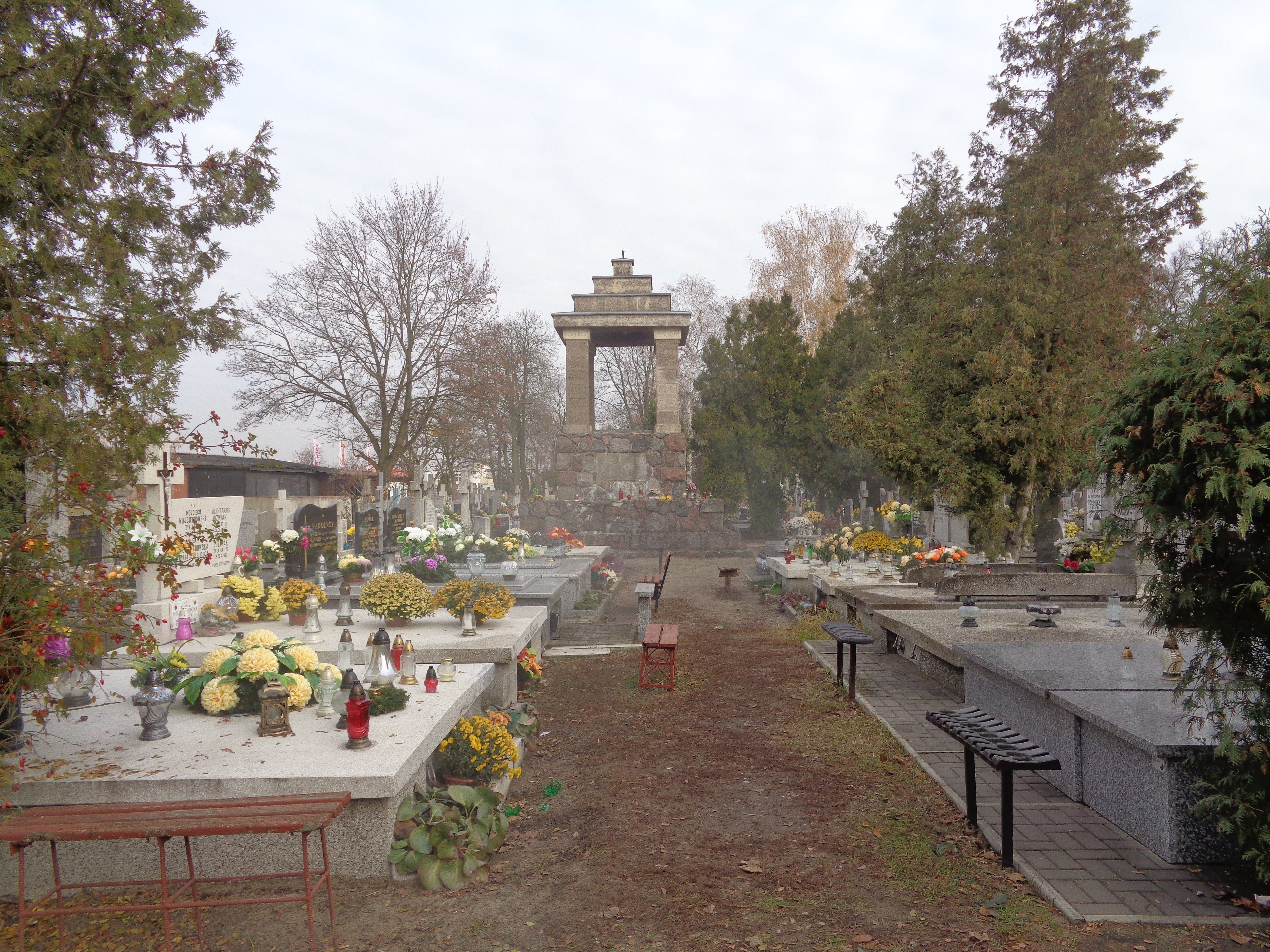
Miejsce pochówku poległych żołnierzy z mauzoleum w tle